# جون روجرز (سياسي)
جون روجرز (بالإنجليزية: John William Foster Rogers)‏ هو سياسي أسترالي، ولد في 1842، وتوفي في 2 ديسمبر 1908. انتخب عضو الجمعية التشريعية فيكتوريا.